# Хонен-мацурі
Хонен-мацурі (яп. 豊年祭, Хо: нен мацурі, Свято багатого року) — синтоїстське свято родючості, проводиться 15 березня.
Особливо відомо святкування в японському місті Комакі в префектурі Айті: по місту проходить синтоїстський парад з мікосі (яп. 御 輿, портативним святилищем) в якому підвішений величезний (вагою в 250 кг і довжиною в 2,5 метра) дерев'яний фалос. На вулицях продаються фалічні цукерки, сувеніри та пельмені.
Слід зазначити, що об'єктом поклоніння є не дерев'яний фалос, а богиня Тамахіме-но мікото. Фалос символізує воїна Такео-іна-Дане, чоловіка Тамахіме-но мікото, що відвідує свою дружину. Оскільки вважається, що у нового предмета більше життєвої сили, щороку фалос вирізається заново з цільної кипарисової колоди.